# Дон Сезар де Базан (фільм, 1989)
«Дон Сезар де Базан» — радянський двосерійний музичний художній телефільм 1989 року, знятий на кіностудії «Ленфільм» режисером Яном Фрідом за мотивами однойменної п'єси Філіпа Дюмануара і Адольфа д'Еннері. У фільмі зіграв свою останню роль в кіно Юрій Богатирьов. Телевізійна прем'єра відбулася 4 липня 1989 року.

## Сюжет
Дія відбувається в Іспанії в XVII столітті. Перший міністр короля дон Хосе таємно домагається любові королеви Марії. Отримавши відмову, він затаїв образу і задумав провчити королеву і короля Карла II. Дон Хосе випадково дізнається про те, що король поклав око на простолюдинку, чарівну циганку Марітану, і у нього виникає план помсти.
Збіднілий дворянин і поет-вільнодумець дон Сезар де Базан засуджений до смертної кари за порушення королівського едикту про заборону дуелей. Перед смертю дон Хосе просить його про невелику послугу — інкогніто одружитися з незнайомкою і передати їй свій дворянський титул.
Нареченою виявляється циганка Марітана. Хитромудра комбінація першого міністра, таким чином, дозволила безрідній циганці стати графинею і удостоїтися знайомства з королем. Все б так і вийшло, але незнайомка заполонила серце самого дона Сезара. Друзі графа рятують його від смерті, зарядивши рушниці розстрільної команди холостими зарядами. Дон Сезар повертається з того світу і потрапляє прямо на таємне побачення короля. Монарх потрапляє в незручну ситуацію, так як сам прийшов на побачення під чужим ім'ям і змушений тікати.
Спроба дона Хосе виправити ситуацію і відкрити королеві історію про зраду чоловіка ні до чого не призводить. Дон Сезар вбиває міністра-інтригана і щасливо з'єднується зі своєю законною дружиною. Король в знак подяки за те, що його ім'я не спливло в цій неприємній ситуації, готовий віддати графу в нагороду посаду губернатора Валенсії, але дон Сезар відмовляється від слави і багатства, так як знайшов свою любов.

## У ролях
- Михайло Боярський —  дон Сезар де Базан, граф де Гарофа
- Анна Самохіна —  Марітана, циганка  (співає — Марина Цхай)
- Юрій Богатирьов —  король Карл II Іспанський
- Наталя Лапіна —  королева Марія
- Ігор Дмитрієв —  дон Хосе де Сантарен, перший міністр
- Вікторія Горшеніна — віконтеса Касільда де Монтехо (співає — Олена Камбурова)
- Михайло Свєтін —  віконт де Монтехо (співає — Геннадій Гладков)
- Юрій Дедовіч —  Артуньо
- Андрій Краско —  Пабло
- Герман Орлов —  начальник варти
- Василь Леонов —  капітан мушкетерів
- Олексій Подгорнов —  Лосарільо

## Знімальна група
- Автори сценарію — Михайло Донський, Ян Фрід
- Композитор — Геннадій Гладков
- Головний оператор — Едуард Розовський
- Головний художник — Олексій Рудяков
- Художник по костюмах — Тетяна Острогорський
- Балетмейстер — Роберт Гербек
- Звукооператор — Едуард Ванунц
- Режисер-постановник — Ян Фрід
- Вокальні партії виконували: Марина Цхай, Олена Камбурова, Наталія Лапіна, Михайло Боярський, Ігор Дмитрієв, Геннадій Гладков